# Jonas Dryander

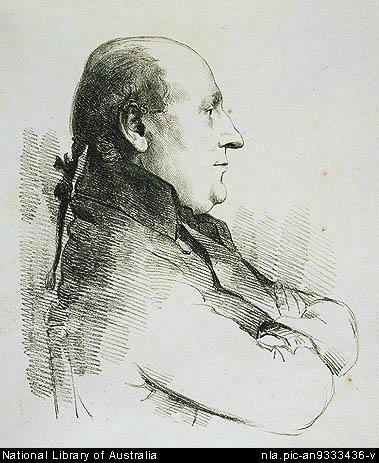
Jonas Dryander

Jonas Carlsson Dryander (* 5. März 1748 in Göteborg; † 19. Oktober 1810 in London) war ein schwedischer Botaniker und Bibliothekar. Sein offizielles botanisches Autorenkürzel lautet „Dryand.“   

## Leben und Wirken
Jonas Dryander war ein Sohn des Lektors Carl Leonard Dryander (1710–1757) und dessen Frau Brita Maria Montin (1726–1795), einer Schwester von Lars Montin. Nach dem Tod seines Vaters heiratete seine Mutter Gudmund Djurberg (1726–1773). Dryander besuchte ab dem 27. August 1759 die Göteborger Trivialschule. Er schrieb sich am 4. September 1765 als „Undergraduate“ an der Universität Uppsala ein. Unter dem Vorsitz von Johan Ihre, und in Anwesenheit von König Gustav III., fand am 12. Oktober 1768 dort seine öffentliche Disputation statt. Im Herbst 1772 war Dryander Privatlehrer im Haus von Baron Mårten Wilhelm Leijonsköld (1724–1787) in Hornö (Uppland) sowie später beim Cousin seiner Mutter, dem Ratsmitglied Georg Wilhelm af Sillén (1724–1794) in Ryda bei Enköping. Im darauffolgenden Frühjahr durfte er seine Schüler zur Universität begleiten und so seine eigenen Studien fortsetzen. Am 11. November 1776 schrieb sich Dryander an der Universität Lund ein. In Abwesenheit wurde er unter Erik Gustaf Lidbeck am 23. Juni 1778 zum Magister Philosophiae promoviert. In seiner Arbeit versuchte der die von Otto Freiherr von Münchhausen und von Carl von Linné unterstützte Behauptung zu widerlegen, dass Pilze zeitweise Tiere sind.
Am 10. Juli 1777 traf Dryander in England ein. 1782 wurde er in London als Nachfolger seines Freundes Daniel Solander Bibliothekar und Botaniker bei Sir Joseph Banks. Er war später Bibliothekar der Royal Society, erster Bibliothekar und später Vizepräsident der 1788 gegründeten Linnean Society of London. 
Dryander bearbeitete die erste Auflage (1789) und Teile der zweiten Auflage (1810–1813) von William Aitons Hortus Kewensis. Von 1795 bis 1798 gab er den ersten Band mit 100 Tafeln von William Roxburghs Werk über die Pflanzen der Koromandelküste heraus.
Dryander wurde auf dem Friedhof der Sankt-Annen-Kirche in Soho bestattet.

## Ehrungen
Die Pflanzengattungen Dryandra Thunb. (1783, nom. rej.), Dryandera Cothen. (1790, orth. var.) und Dryandra R.Br. (1810, nom. cons.) sind nach Dryander benannt.
Am 17. November 1784 wurde Dryander als auswärtiges Mitglied in die Königlich Schwedische Akademie der Wissenschaften aufgenommen. Seit dem 24. September 1790 war er „Associé“ der am 27. August 1790 gegründeten Société d’Histoire Naturelle de Paris.

## Schriften (Auswahl)

### Dissertationen
- Dissertatio gradualis fungos regno vegetabili vindicans. 18. Dezember 1776 (online). – Dissertation unter Erik Gustaf Lidbeck

### Bücher
- Catalogus bibliothecae historico-naturalis Josephi Banks. 5 Bände, W. Bulmer & Co., London 1796–1800 (online).

### Zeitschriftenbeiträge
- Anmärkningar vid örtsågtet Albuca, med beskrifningar på Tre nya slag.  In: Kungl. Svenska vetenskapsakademiens handlingar. 2. Folge, Band 5, Stockholm 1784, S. 289–297 (online).
  - Über die Pflanzengattung Albuca, nebst Beschreibung drey neuer Arten. In: Der Königl. Schwedischen Akademie der Wissenschaften neue Abhandlungen aus der Naturlehre, Haushaltungskunst und Mechanik. Band 5, Leipzig 1786, S. 291–299 (online).
- Botanical description of the Benjamin tree of Sumatra. In: Philosophical transactions of the Royal Society of London. Band 77, Nr. 2, 1787, S. 307–309 (online).
- Observations on the Genus of Begonia. In: Transactions of the Linnean Society of London. Band 1, Nr. 1, 1791, S. 155–173 (online).
- On genera and species of plants which occur twice or three times under different names in Professor Gmelin’s edition of Linnaeus's Systema naturae. In: Transactions of the Linnean Society of London. Band 2, 1794, S. 212–235 (online).
- Lindsaea, a new genus of ferns.  In: Transactions of the Linnean Society of London. Band 3, 1797, S. 39–43 (online).
- Chloris Novae Hollandiae; Or, a Catalogue of the Plants of New Holland and Van Diemen’s Island hitherto published. In: Annals of Botany. Band 2, London 1806, S. 504–532 (online)

## Nachweise